# Дриберген, Виллем
Виллем Дриберген (нидерл. Willem Driebergen, 4 июня 1892 — 7 апреля 1965) — нидерландский фехтовальщик, призёр чемпионата мира.

## Биография
Родился в 1892 году в Катвейк-ан-Зе в Южной Голландии. В 1928 году принял участие в соревнованиях по фехтованию на шпагах на Олимпийских играх в Амстердаме, но медалей не завоевал. В 1936 году принял участие в соревнованиях по фехтованию на шпагах на Олимпийских играх в Берлине, но опять неудачно. В 1938 году стал обладателем бронзовой медали чемпионата мира в командной сабле.